# Буснардо, Лоренцо
Лоре́нцо Бусна́рдо (итал. Lorenzo Busnardo, 1532, Казони, община Муссоленте, Венецианская республика (ныне в области Венеция, Италия) — 1598, Казони, община Муссоленте, Венецианская республика) — итальянский шахматист и религиозный вольнодумец XVI века, обвиняемый на двух процессах инквизиции.

## Основные источники и изучение биографии
Основные источники, повествующие о Лоренцо Буснардо, хранятся в Архиве епархии Беллуно и в Государственном архиве Венеции. Долгое время они не привлекали внимания историков. В 2012 году историк Стефан Зулиан, специализирующийся на деятельности инквизиции в Венецианской республике, заинтересовался личностью шахматиста и опубликовал эти документы, а также серию статей, посвящённых его биографии и взглядам.
Шахматная ассоциация «Pro Loco di Mussolente e Casoni» ведёт с 2013 года работу над биографическим проектом «Prè Lorenzo Busnardo». Задачей проекта является поиск информации о шахматисте в архивах: Государственный архив Падуи, Государственный архив Тренто, Государственный архив Тревизо, в Biblioteca Apostolica Vaticana (Рим), в муниципальной библиотеке Бассано, архиве города Азоло, архиве прихода Муссоленте.
10 сентября 2016 года в Бассано дель Граппа, в подвале дворца Бортоло Нардини состоялась презентация книги Стефано Зулиана «Лоренцо Буснардо — Жизнь авантюриста и шахматного чемпиона эпохи Возрождения» (итал. «Pré Lorenzo Busnardo — La vita di un avventuriero campione di scacchi del Rinascimento»). Работе над книгой способствовали мастер по шахматам и тренер ФИДЕ Антонио Розино (консультациями по анализу сохранившихся шахматных партий) и архивист общества Иисуса (Ватикан) Мауро Брунелло (в поиске документов).

## Биография Лоренцо Буснардо
|   | a | b | c | d | e | f | g | h |   |
| - | --- | --- | --- | --- | --- | --- | --- | --- | - |
| 8 | a8 чёрная ладья · b8 чёрный конь · e8 чёрный король · f8 чёрный слон · h8 чёрная ладья · a7 чёрная пешка · b7 чёрная пешка · c7 чёрная пешка · h7 чёрная пешка · d6 чёрная пешка · e6 белый слон · f6 чёрная пешка · h6 чёрный конь · h5 чёрный ферзь · d4 белая пешка · e4 белая пешка · f4 белый слон · g4 чёрная пешка · h4 белая пешка · a2 белая пешка · b2 белая пешка · c2 белая пешка · g2 белая пешка · a1 белая ладья · b1 белый конь · d1 белый ферзь · f1 белый король · h1 белая ладья | a8 чёрная ладья · b8 чёрный конь · e8 чёрный король · f8 чёрный слон · h8 чёрная ладья · a7 чёрная пешка · b7 чёрная пешка · c7 чёрная пешка · h7 чёрная пешка · d6 чёрная пешка · e6 белый слон · f6 чёрная пешка · h6 чёрный конь · h5 чёрный ферзь · d4 белая пешка · e4 белая пешка · f4 белый слон · g4 чёрная пешка · h4 белая пешка · a2 белая пешка · b2 белая пешка · c2 белая пешка · g2 белая пешка · a1 белая ладья · b1 белый конь · d1 белый ферзь · f1 белый король · h1 белая ладья | a8 чёрная ладья · b8 чёрный конь · e8 чёрный король · f8 чёрный слон · h8 чёрная ладья · a7 чёрная пешка · b7 чёрная пешка · c7 чёрная пешка · h7 чёрная пешка · d6 чёрная пешка · e6 белый слон · f6 чёрная пешка · h6 чёрный конь · h5 чёрный ферзь · d4 белая пешка · e4 белая пешка · f4 белый слон · g4 чёрная пешка · h4 белая пешка · a2 белая пешка · b2 белая пешка · c2 белая пешка · g2 белая пешка · a1 белая ладья · b1 белый конь · d1 белый ферзь · f1 белый король · h1 белая ладья | a8 чёрная ладья · b8 чёрный конь · e8 чёрный король · f8 чёрный слон · h8 чёрная ладья · a7 чёрная пешка · b7 чёрная пешка · c7 чёрная пешка · h7 чёрная пешка · d6 чёрная пешка · e6 белый слон · f6 чёрная пешка · h6 чёрный конь · h5 чёрный ферзь · d4 белая пешка · e4 белая пешка · f4 белый слон · g4 чёрная пешка · h4 белая пешка · a2 белая пешка · b2 белая пешка · c2 белая пешка · g2 белая пешка · a1 белая ладья · b1 белый конь · d1 белый ферзь · f1 белый король · h1 белая ладья | a8 чёрная ладья · b8 чёрный конь · e8 чёрный король · f8 чёрный слон · h8 чёрная ладья · a7 чёрная пешка · b7 чёрная пешка · c7 чёрная пешка · h7 чёрная пешка · d6 чёрная пешка · e6 белый слон · f6 чёрная пешка · h6 чёрный конь · h5 чёрный ферзь · d4 белая пешка · e4 белая пешка · f4 белый слон · g4 чёрная пешка · h4 белая пешка · a2 белая пешка · b2 белая пешка · c2 белая пешка · g2 белая пешка · a1 белая ладья · b1 белый конь · d1 белый ферзь · f1 белый король · h1 белая ладья | a8 чёрная ладья · b8 чёрный конь · e8 чёрный король · f8 чёрный слон · h8 чёрная ладья · a7 чёрная пешка · b7 чёрная пешка · c7 чёрная пешка · h7 чёрная пешка · d6 чёрная пешка · e6 белый слон · f6 чёрная пешка · h6 чёрный конь · h5 чёрный ферзь · d4 белая пешка · e4 белая пешка · f4 белый слон · g4 чёрная пешка · h4 белая пешка · a2 белая пешка · b2 белая пешка · c2 белая пешка · g2 белая пешка · a1 белая ладья · b1 белый конь · d1 белый ферзь · f1 белый король · h1 белая ладья | a8 чёрная ладья · b8 чёрный конь · e8 чёрный король · f8 чёрный слон · h8 чёрная ладья · a7 чёрная пешка · b7 чёрная пешка · c7 чёрная пешка · h7 чёрная пешка · d6 чёрная пешка · e6 белый слон · f6 чёрная пешка · h6 чёрный конь · h5 чёрный ферзь · d4 белая пешка · e4 белая пешка · f4 белый слон · g4 чёрная пешка · h4 белая пешка · a2 белая пешка · b2 белая пешка · c2 белая пешка · g2 белая пешка · a1 белая ладья · b1 белый конь · d1 белый ферзь · f1 белый король · h1 белая ладья | a8 чёрная ладья · b8 чёрный конь · e8 чёрный король · f8 чёрный слон · h8 чёрная ладья · a7 чёрная пешка · b7 чёрная пешка · c7 чёрная пешка · h7 чёрная пешка · d6 чёрная пешка · e6 белый слон · f6 чёрная пешка · h6 чёрный конь · h5 чёрный ферзь · d4 белая пешка · e4 белая пешка · f4 белый слон · g4 чёрная пешка · h4 белая пешка · a2 белая пешка · b2 белая пешка · c2 белая пешка · g2 белая пешка · a1 белая ладья · b1 белый конь · d1 белый ферзь · f1 белый король · h1 белая ладья | 8 |
| 7 | a8 чёрная ладья · b8 чёрный конь · e8 чёрный король · f8 чёрный слон · h8 чёрная ладья · a7 чёрная пешка · b7 чёрная пешка · c7 чёрная пешка · h7 чёрная пешка · d6 чёрная пешка · e6 белый слон · f6 чёрная пешка · h6 чёрный конь · h5 чёрный ферзь · d4 белая пешка · e4 белая пешка · f4 белый слон · g4 чёрная пешка · h4 белая пешка · a2 белая пешка · b2 белая пешка · c2 белая пешка · g2 белая пешка · a1 белая ладья · b1 белый конь · d1 белый ферзь · f1 белый король · h1 белая ладья | a8 чёрная ладья · b8 чёрный конь · e8 чёрный король · f8 чёрный слон · h8 чёрная ладья · a7 чёрная пешка · b7 чёрная пешка · c7 чёрная пешка · h7 чёрная пешка · d6 чёрная пешка · e6 белый слон · f6 чёрная пешка · h6 чёрный конь · h5 чёрный ферзь · d4 белая пешка · e4 белая пешка · f4 белый слон · g4 чёрная пешка · h4 белая пешка · a2 белая пешка · b2 белая пешка · c2 белая пешка · g2 белая пешка · a1 белая ладья · b1 белый конь · d1 белый ферзь · f1 белый король · h1 белая ладья | a8 чёрная ладья · b8 чёрный конь · e8 чёрный король · f8 чёрный слон · h8 чёрная ладья · a7 чёрная пешка · b7 чёрная пешка · c7 чёрная пешка · h7 чёрная пешка · d6 чёрная пешка · e6 белый слон · f6 чёрная пешка · h6 чёрный конь · h5 чёрный ферзь · d4 белая пешка · e4 белая пешка · f4 белый слон · g4 чёрная пешка · h4 белая пешка · a2 белая пешка · b2 белая пешка · c2 белая пешка · g2 белая пешка · a1 белая ладья · b1 белый конь · d1 белый ферзь · f1 белый король · h1 белая ладья | a8 чёрная ладья · b8 чёрный конь · e8 чёрный король · f8 чёрный слон · h8 чёрная ладья · a7 чёрная пешка · b7 чёрная пешка · c7 чёрная пешка · h7 чёрная пешка · d6 чёрная пешка · e6 белый слон · f6 чёрная пешка · h6 чёрный конь · h5 чёрный ферзь · d4 белая пешка · e4 белая пешка · f4 белый слон · g4 чёрная пешка · h4 белая пешка · a2 белая пешка · b2 белая пешка · c2 белая пешка · g2 белая пешка · a1 белая ладья · b1 белый конь · d1 белый ферзь · f1 белый король · h1 белая ладья | a8 чёрная ладья · b8 чёрный конь · e8 чёрный король · f8 чёрный слон · h8 чёрная ладья · a7 чёрная пешка · b7 чёрная пешка · c7 чёрная пешка · h7 чёрная пешка · d6 чёрная пешка · e6 белый слон · f6 чёрная пешка · h6 чёрный конь · h5 чёрный ферзь · d4 белая пешка · e4 белая пешка · f4 белый слон · g4 чёрная пешка · h4 белая пешка · a2 белая пешка · b2 белая пешка · c2 белая пешка · g2 белая пешка · a1 белая ладья · b1 белый конь · d1 белый ферзь · f1 белый король · h1 белая ладья | a8 чёрная ладья · b8 чёрный конь · e8 чёрный король · f8 чёрный слон · h8 чёрная ладья · a7 чёрная пешка · b7 чёрная пешка · c7 чёрная пешка · h7 чёрная пешка · d6 чёрная пешка · e6 белый слон · f6 чёрная пешка · h6 чёрный конь · h5 чёрный ферзь · d4 белая пешка · e4 белая пешка · f4 белый слон · g4 чёрная пешка · h4 белая пешка · a2 белая пешка · b2 белая пешка · c2 белая пешка · g2 белая пешка · a1 белая ладья · b1 белый конь · d1 белый ферзь · f1 белый король · h1 белая ладья | a8 чёрная ладья · b8 чёрный конь · e8 чёрный король · f8 чёрный слон · h8 чёрная ладья · a7 чёрная пешка · b7 чёрная пешка · c7 чёрная пешка · h7 чёрная пешка · d6 чёрная пешка · e6 белый слон · f6 чёрная пешка · h6 чёрный конь · h5 чёрный ферзь · d4 белая пешка · e4 белая пешка · f4 белый слон · g4 чёрная пешка · h4 белая пешка · a2 белая пешка · b2 белая пешка · c2 белая пешка · g2 белая пешка · a1 белая ладья · b1 белый конь · d1 белый ферзь · f1 белый король · h1 белая ладья | a8 чёрная ладья · b8 чёрный конь · e8 чёрный король · f8 чёрный слон · h8 чёрная ладья · a7 чёрная пешка · b7 чёрная пешка · c7 чёрная пешка · h7 чёрная пешка · d6 чёрная пешка · e6 белый слон · f6 чёрная пешка · h6 чёрный конь · h5 чёрный ферзь · d4 белая пешка · e4 белая пешка · f4 белый слон · g4 чёрная пешка · h4 белая пешка · a2 белая пешка · b2 белая пешка · c2 белая пешка · g2 белая пешка · a1 белая ладья · b1 белый конь · d1 белый ферзь · f1 белый король · h1 белая ладья | 7 |
| 6 | a8 чёрная ладья · b8 чёрный конь · e8 чёрный король · f8 чёрный слон · h8 чёрная ладья · a7 чёрная пешка · b7 чёрная пешка · c7 чёрная пешка · h7 чёрная пешка · d6 чёрная пешка · e6 белый слон · f6 чёрная пешка · h6 чёрный конь · h5 чёрный ферзь · d4 белая пешка · e4 белая пешка · f4 белый слон · g4 чёрная пешка · h4 белая пешка · a2 белая пешка · b2 белая пешка · c2 белая пешка · g2 белая пешка · a1 белая ладья · b1 белый конь · d1 белый ферзь · f1 белый король · h1 белая ладья | a8 чёрная ладья · b8 чёрный конь · e8 чёрный король · f8 чёрный слон · h8 чёрная ладья · a7 чёрная пешка · b7 чёрная пешка · c7 чёрная пешка · h7 чёрная пешка · d6 чёрная пешка · e6 белый слон · f6 чёрная пешка · h6 чёрный конь · h5 чёрный ферзь · d4 белая пешка · e4 белая пешка · f4 белый слон · g4 чёрная пешка · h4 белая пешка · a2 белая пешка · b2 белая пешка · c2 белая пешка · g2 белая пешка · a1 белая ладья · b1 белый конь · d1 белый ферзь · f1 белый король · h1 белая ладья | a8 чёрная ладья · b8 чёрный конь · e8 чёрный король · f8 чёрный слон · h8 чёрная ладья · a7 чёрная пешка · b7 чёрная пешка · c7 чёрная пешка · h7 чёрная пешка · d6 чёрная пешка · e6 белый слон · f6 чёрная пешка · h6 чёрный конь · h5 чёрный ферзь · d4 белая пешка · e4 белая пешка · f4 белый слон · g4 чёрная пешка · h4 белая пешка · a2 белая пешка · b2 белая пешка · c2 белая пешка · g2 белая пешка · a1 белая ладья · b1 белый конь · d1 белый ферзь · f1 белый король · h1 белая ладья | a8 чёрная ладья · b8 чёрный конь · e8 чёрный король · f8 чёрный слон · h8 чёрная ладья · a7 чёрная пешка · b7 чёрная пешка · c7 чёрная пешка · h7 чёрная пешка · d6 чёрная пешка · e6 белый слон · f6 чёрная пешка · h6 чёрный конь · h5 чёрный ферзь · d4 белая пешка · e4 белая пешка · f4 белый слон · g4 чёрная пешка · h4 белая пешка · a2 белая пешка · b2 белая пешка · c2 белая пешка · g2 белая пешка · a1 белая ладья · b1 белый конь · d1 белый ферзь · f1 белый король · h1 белая ладья | a8 чёрная ладья · b8 чёрный конь · e8 чёрный король · f8 чёрный слон · h8 чёрная ладья · a7 чёрная пешка · b7 чёрная пешка · c7 чёрная пешка · h7 чёрная пешка · d6 чёрная пешка · e6 белый слон · f6 чёрная пешка · h6 чёрный конь · h5 чёрный ферзь · d4 белая пешка · e4 белая пешка · f4 белый слон · g4 чёрная пешка · h4 белая пешка · a2 белая пешка · b2 белая пешка · c2 белая пешка · g2 белая пешка · a1 белая ладья · b1 белый конь · d1 белый ферзь · f1 белый король · h1 белая ладья | a8 чёрная ладья · b8 чёрный конь · e8 чёрный король · f8 чёрный слон · h8 чёрная ладья · a7 чёрная пешка · b7 чёрная пешка · c7 чёрная пешка · h7 чёрная пешка · d6 чёрная пешка · e6 белый слон · f6 чёрная пешка · h6 чёрный конь · h5 чёрный ферзь · d4 белая пешка · e4 белая пешка · f4 белый слон · g4 чёрная пешка · h4 белая пешка · a2 белая пешка · b2 белая пешка · c2 белая пешка · g2 белая пешка · a1 белая ладья · b1 белый конь · d1 белый ферзь · f1 белый король · h1 белая ладья | a8 чёрная ладья · b8 чёрный конь · e8 чёрный король · f8 чёрный слон · h8 чёрная ладья · a7 чёрная пешка · b7 чёрная пешка · c7 чёрная пешка · h7 чёрная пешка · d6 чёрная пешка · e6 белый слон · f6 чёрная пешка · h6 чёрный конь · h5 чёрный ферзь · d4 белая пешка · e4 белая пешка · f4 белый слон · g4 чёрная пешка · h4 белая пешка · a2 белая пешка · b2 белая пешка · c2 белая пешка · g2 белая пешка · a1 белая ладья · b1 белый конь · d1 белый ферзь · f1 белый король · h1 белая ладья | a8 чёрная ладья · b8 чёрный конь · e8 чёрный король · f8 чёрный слон · h8 чёрная ладья · a7 чёрная пешка · b7 чёрная пешка · c7 чёрная пешка · h7 чёрная пешка · d6 чёрная пешка · e6 белый слон · f6 чёрная пешка · h6 чёрный конь · h5 чёрный ферзь · d4 белая пешка · e4 белая пешка · f4 белый слон · g4 чёрная пешка · h4 белая пешка · a2 белая пешка · b2 белая пешка · c2 белая пешка · g2 белая пешка · a1 белая ладья · b1 белый конь · d1 белый ферзь · f1 белый король · h1 белая ладья | 6 |
| 5 | a8 чёрная ладья · b8 чёрный конь · e8 чёрный король · f8 чёрный слон · h8 чёрная ладья · a7 чёрная пешка · b7 чёрная пешка · c7 чёрная пешка · h7 чёрная пешка · d6 чёрная пешка · e6 белый слон · f6 чёрная пешка · h6 чёрный конь · h5 чёрный ферзь · d4 белая пешка · e4 белая пешка · f4 белый слон · g4 чёрная пешка · h4 белая пешка · a2 белая пешка · b2 белая пешка · c2 белая пешка · g2 белая пешка · a1 белая ладья · b1 белый конь · d1 белый ферзь · f1 белый король · h1 белая ладья | a8 чёрная ладья · b8 чёрный конь · e8 чёрный король · f8 чёрный слон · h8 чёрная ладья · a7 чёрная пешка · b7 чёрная пешка · c7 чёрная пешка · h7 чёрная пешка · d6 чёрная пешка · e6 белый слон · f6 чёрная пешка · h6 чёрный конь · h5 чёрный ферзь · d4 белая пешка · e4 белая пешка · f4 белый слон · g4 чёрная пешка · h4 белая пешка · a2 белая пешка · b2 белая пешка · c2 белая пешка · g2 белая пешка · a1 белая ладья · b1 белый конь · d1 белый ферзь · f1 белый король · h1 белая ладья | a8 чёрная ладья · b8 чёрный конь · e8 чёрный король · f8 чёрный слон · h8 чёрная ладья · a7 чёрная пешка · b7 чёрная пешка · c7 чёрная пешка · h7 чёрная пешка · d6 чёрная пешка · e6 белый слон · f6 чёрная пешка · h6 чёрный конь · h5 чёрный ферзь · d4 белая пешка · e4 белая пешка · f4 белый слон · g4 чёрная пешка · h4 белая пешка · a2 белая пешка · b2 белая пешка · c2 белая пешка · g2 белая пешка · a1 белая ладья · b1 белый конь · d1 белый ферзь · f1 белый король · h1 белая ладья | a8 чёрная ладья · b8 чёрный конь · e8 чёрный король · f8 чёрный слон · h8 чёрная ладья · a7 чёрная пешка · b7 чёрная пешка · c7 чёрная пешка · h7 чёрная пешка · d6 чёрная пешка · e6 белый слон · f6 чёрная пешка · h6 чёрный конь · h5 чёрный ферзь · d4 белая пешка · e4 белая пешка · f4 белый слон · g4 чёрная пешка · h4 белая пешка · a2 белая пешка · b2 белая пешка · c2 белая пешка · g2 белая пешка · a1 белая ладья · b1 белый конь · d1 белый ферзь · f1 белый король · h1 белая ладья | a8 чёрная ладья · b8 чёрный конь · e8 чёрный король · f8 чёрный слон · h8 чёрная ладья · a7 чёрная пешка · b7 чёрная пешка · c7 чёрная пешка · h7 чёрная пешка · d6 чёрная пешка · e6 белый слон · f6 чёрная пешка · h6 чёрный конь · h5 чёрный ферзь · d4 белая пешка · e4 белая пешка · f4 белый слон · g4 чёрная пешка · h4 белая пешка · a2 белая пешка · b2 белая пешка · c2 белая пешка · g2 белая пешка · a1 белая ладья · b1 белый конь · d1 белый ферзь · f1 белый король · h1 белая ладья | a8 чёрная ладья · b8 чёрный конь · e8 чёрный король · f8 чёрный слон · h8 чёрная ладья · a7 чёрная пешка · b7 чёрная пешка · c7 чёрная пешка · h7 чёрная пешка · d6 чёрная пешка · e6 белый слон · f6 чёрная пешка · h6 чёрный конь · h5 чёрный ферзь · d4 белая пешка · e4 белая пешка · f4 белый слон · g4 чёрная пешка · h4 белая пешка · a2 белая пешка · b2 белая пешка · c2 белая пешка · g2 белая пешка · a1 белая ладья · b1 белый конь · d1 белый ферзь · f1 белый король · h1 белая ладья | a8 чёрная ладья · b8 чёрный конь · e8 чёрный король · f8 чёрный слон · h8 чёрная ладья · a7 чёрная пешка · b7 чёрная пешка · c7 чёрная пешка · h7 чёрная пешка · d6 чёрная пешка · e6 белый слон · f6 чёрная пешка · h6 чёрный конь · h5 чёрный ферзь · d4 белая пешка · e4 белая пешка · f4 белый слон · g4 чёрная пешка · h4 белая пешка · a2 белая пешка · b2 белая пешка · c2 белая пешка · g2 белая пешка · a1 белая ладья · b1 белый конь · d1 белый ферзь · f1 белый король · h1 белая ладья | a8 чёрная ладья · b8 чёрный конь · e8 чёрный король · f8 чёрный слон · h8 чёрная ладья · a7 чёрная пешка · b7 чёрная пешка · c7 чёрная пешка · h7 чёрная пешка · d6 чёрная пешка · e6 белый слон · f6 чёрная пешка · h6 чёрный конь · h5 чёрный ферзь · d4 белая пешка · e4 белая пешка · f4 белый слон · g4 чёрная пешка · h4 белая пешка · a2 белая пешка · b2 белая пешка · c2 белая пешка · g2 белая пешка · a1 белая ладья · b1 белый конь · d1 белый ферзь · f1 белый король · h1 белая ладья | 5 |
| 4 | a8 чёрная ладья · b8 чёрный конь · e8 чёрный король · f8 чёрный слон · h8 чёрная ладья · a7 чёрная пешка · b7 чёрная пешка · c7 чёрная пешка · h7 чёрная пешка · d6 чёрная пешка · e6 белый слон · f6 чёрная пешка · h6 чёрный конь · h5 чёрный ферзь · d4 белая пешка · e4 белая пешка · f4 белый слон · g4 чёрная пешка · h4 белая пешка · a2 белая пешка · b2 белая пешка · c2 белая пешка · g2 белая пешка · a1 белая ладья · b1 белый конь · d1 белый ферзь · f1 белый король · h1 белая ладья | a8 чёрная ладья · b8 чёрный конь · e8 чёрный король · f8 чёрный слон · h8 чёрная ладья · a7 чёрная пешка · b7 чёрная пешка · c7 чёрная пешка · h7 чёрная пешка · d6 чёрная пешка · e6 белый слон · f6 чёрная пешка · h6 чёрный конь · h5 чёрный ферзь · d4 белая пешка · e4 белая пешка · f4 белый слон · g4 чёрная пешка · h4 белая пешка · a2 белая пешка · b2 белая пешка · c2 белая пешка · g2 белая пешка · a1 белая ладья · b1 белый конь · d1 белый ферзь · f1 белый король · h1 белая ладья | a8 чёрная ладья · b8 чёрный конь · e8 чёрный король · f8 чёрный слон · h8 чёрная ладья · a7 чёрная пешка · b7 чёрная пешка · c7 чёрная пешка · h7 чёрная пешка · d6 чёрная пешка · e6 белый слон · f6 чёрная пешка · h6 чёрный конь · h5 чёрный ферзь · d4 белая пешка · e4 белая пешка · f4 белый слон · g4 чёрная пешка · h4 белая пешка · a2 белая пешка · b2 белая пешка · c2 белая пешка · g2 белая пешка · a1 белая ладья · b1 белый конь · d1 белый ферзь · f1 белый король · h1 белая ладья | a8 чёрная ладья · b8 чёрный конь · e8 чёрный король · f8 чёрный слон · h8 чёрная ладья · a7 чёрная пешка · b7 чёрная пешка · c7 чёрная пешка · h7 чёрная пешка · d6 чёрная пешка · e6 белый слон · f6 чёрная пешка · h6 чёрный конь · h5 чёрный ферзь · d4 белая пешка · e4 белая пешка · f4 белый слон · g4 чёрная пешка · h4 белая пешка · a2 белая пешка · b2 белая пешка · c2 белая пешка · g2 белая пешка · a1 белая ладья · b1 белый конь · d1 белый ферзь · f1 белый король · h1 белая ладья | a8 чёрная ладья · b8 чёрный конь · e8 чёрный король · f8 чёрный слон · h8 чёрная ладья · a7 чёрная пешка · b7 чёрная пешка · c7 чёрная пешка · h7 чёрная пешка · d6 чёрная пешка · e6 белый слон · f6 чёрная пешка · h6 чёрный конь · h5 чёрный ферзь · d4 белая пешка · e4 белая пешка · f4 белый слон · g4 чёрная пешка · h4 белая пешка · a2 белая пешка · b2 белая пешка · c2 белая пешка · g2 белая пешка · a1 белая ладья · b1 белый конь · d1 белый ферзь · f1 белый король · h1 белая ладья | a8 чёрная ладья · b8 чёрный конь · e8 чёрный король · f8 чёрный слон · h8 чёрная ладья · a7 чёрная пешка · b7 чёрная пешка · c7 чёрная пешка · h7 чёрная пешка · d6 чёрная пешка · e6 белый слон · f6 чёрная пешка · h6 чёрный конь · h5 чёрный ферзь · d4 белая пешка · e4 белая пешка · f4 белый слон · g4 чёрная пешка · h4 белая пешка · a2 белая пешка · b2 белая пешка · c2 белая пешка · g2 белая пешка · a1 белая ладья · b1 белый конь · d1 белый ферзь · f1 белый король · h1 белая ладья | a8 чёрная ладья · b8 чёрный конь · e8 чёрный король · f8 чёрный слон · h8 чёрная ладья · a7 чёрная пешка · b7 чёрная пешка · c7 чёрная пешка · h7 чёрная пешка · d6 чёрная пешка · e6 белый слон · f6 чёрная пешка · h6 чёрный конь · h5 чёрный ферзь · d4 белая пешка · e4 белая пешка · f4 белый слон · g4 чёрная пешка · h4 белая пешка · a2 белая пешка · b2 белая пешка · c2 белая пешка · g2 белая пешка · a1 белая ладья · b1 белый конь · d1 белый ферзь · f1 белый король · h1 белая ладья | a8 чёрная ладья · b8 чёрный конь · e8 чёрный король · f8 чёрный слон · h8 чёрная ладья · a7 чёрная пешка · b7 чёрная пешка · c7 чёрная пешка · h7 чёрная пешка · d6 чёрная пешка · e6 белый слон · f6 чёрная пешка · h6 чёрный конь · h5 чёрный ферзь · d4 белая пешка · e4 белая пешка · f4 белый слон · g4 чёрная пешка · h4 белая пешка · a2 белая пешка · b2 белая пешка · c2 белая пешка · g2 белая пешка · a1 белая ладья · b1 белый конь · d1 белый ферзь · f1 белый король · h1 белая ладья | 4 |
| 3 | a8 чёрная ладья · b8 чёрный конь · e8 чёрный король · f8 чёрный слон · h8 чёрная ладья · a7 чёрная пешка · b7 чёрная пешка · c7 чёрная пешка · h7 чёрная пешка · d6 чёрная пешка · e6 белый слон · f6 чёрная пешка · h6 чёрный конь · h5 чёрный ферзь · d4 белая пешка · e4 белая пешка · f4 белый слон · g4 чёрная пешка · h4 белая пешка · a2 белая пешка · b2 белая пешка · c2 белая пешка · g2 белая пешка · a1 белая ладья · b1 белый конь · d1 белый ферзь · f1 белый король · h1 белая ладья | a8 чёрная ладья · b8 чёрный конь · e8 чёрный король · f8 чёрный слон · h8 чёрная ладья · a7 чёрная пешка · b7 чёрная пешка · c7 чёрная пешка · h7 чёрная пешка · d6 чёрная пешка · e6 белый слон · f6 чёрная пешка · h6 чёрный конь · h5 чёрный ферзь · d4 белая пешка · e4 белая пешка · f4 белый слон · g4 чёрная пешка · h4 белая пешка · a2 белая пешка · b2 белая пешка · c2 белая пешка · g2 белая пешка · a1 белая ладья · b1 белый конь · d1 белый ферзь · f1 белый король · h1 белая ладья | a8 чёрная ладья · b8 чёрный конь · e8 чёрный король · f8 чёрный слон · h8 чёрная ладья · a7 чёрная пешка · b7 чёрная пешка · c7 чёрная пешка · h7 чёрная пешка · d6 чёрная пешка · e6 белый слон · f6 чёрная пешка · h6 чёрный конь · h5 чёрный ферзь · d4 белая пешка · e4 белая пешка · f4 белый слон · g4 чёрная пешка · h4 белая пешка · a2 белая пешка · b2 белая пешка · c2 белая пешка · g2 белая пешка · a1 белая ладья · b1 белый конь · d1 белый ферзь · f1 белый король · h1 белая ладья | a8 чёрная ладья · b8 чёрный конь · e8 чёрный король · f8 чёрный слон · h8 чёрная ладья · a7 чёрная пешка · b7 чёрная пешка · c7 чёрная пешка · h7 чёрная пешка · d6 чёрная пешка · e6 белый слон · f6 чёрная пешка · h6 чёрный конь · h5 чёрный ферзь · d4 белая пешка · e4 белая пешка · f4 белый слон · g4 чёрная пешка · h4 белая пешка · a2 белая пешка · b2 белая пешка · c2 белая пешка · g2 белая пешка · a1 белая ладья · b1 белый конь · d1 белый ферзь · f1 белый король · h1 белая ладья | a8 чёрная ладья · b8 чёрный конь · e8 чёрный король · f8 чёрный слон · h8 чёрная ладья · a7 чёрная пешка · b7 чёрная пешка · c7 чёрная пешка · h7 чёрная пешка · d6 чёрная пешка · e6 белый слон · f6 чёрная пешка · h6 чёрный конь · h5 чёрный ферзь · d4 белая пешка · e4 белая пешка · f4 белый слон · g4 чёрная пешка · h4 белая пешка · a2 белая пешка · b2 белая пешка · c2 белая пешка · g2 белая пешка · a1 белая ладья · b1 белый конь · d1 белый ферзь · f1 белый король · h1 белая ладья | a8 чёрная ладья · b8 чёрный конь · e8 чёрный король · f8 чёрный слон · h8 чёрная ладья · a7 чёрная пешка · b7 чёрная пешка · c7 чёрная пешка · h7 чёрная пешка · d6 чёрная пешка · e6 белый слон · f6 чёрная пешка · h6 чёрный конь · h5 чёрный ферзь · d4 белая пешка · e4 белая пешка · f4 белый слон · g4 чёрная пешка · h4 белая пешка · a2 белая пешка · b2 белая пешка · c2 белая пешка · g2 белая пешка · a1 белая ладья · b1 белый конь · d1 белый ферзь · f1 белый король · h1 белая ладья | a8 чёрная ладья · b8 чёрный конь · e8 чёрный король · f8 чёрный слон · h8 чёрная ладья · a7 чёрная пешка · b7 чёрная пешка · c7 чёрная пешка · h7 чёрная пешка · d6 чёрная пешка · e6 белый слон · f6 чёрная пешка · h6 чёрный конь · h5 чёрный ферзь · d4 белая пешка · e4 белая пешка · f4 белый слон · g4 чёрная пешка · h4 белая пешка · a2 белая пешка · b2 белая пешка · c2 белая пешка · g2 белая пешка · a1 белая ладья · b1 белый конь · d1 белый ферзь · f1 белый король · h1 белая ладья | a8 чёрная ладья · b8 чёрный конь · e8 чёрный король · f8 чёрный слон · h8 чёрная ладья · a7 чёрная пешка · b7 чёрная пешка · c7 чёрная пешка · h7 чёрная пешка · d6 чёрная пешка · e6 белый слон · f6 чёрная пешка · h6 чёрный конь · h5 чёрный ферзь · d4 белая пешка · e4 белая пешка · f4 белый слон · g4 чёрная пешка · h4 белая пешка · a2 белая пешка · b2 белая пешка · c2 белая пешка · g2 белая пешка · a1 белая ладья · b1 белый конь · d1 белый ферзь · f1 белый король · h1 белая ладья | 3 |
| 2 | a8 чёрная ладья · b8 чёрный конь · e8 чёрный король · f8 чёрный слон · h8 чёрная ладья · a7 чёрная пешка · b7 чёрная пешка · c7 чёрная пешка · h7 чёрная пешка · d6 чёрная пешка · e6 белый слон · f6 чёрная пешка · h6 чёрный конь · h5 чёрный ферзь · d4 белая пешка · e4 белая пешка · f4 белый слон · g4 чёрная пешка · h4 белая пешка · a2 белая пешка · b2 белая пешка · c2 белая пешка · g2 белая пешка · a1 белая ладья · b1 белый конь · d1 белый ферзь · f1 белый король · h1 белая ладья | a8 чёрная ладья · b8 чёрный конь · e8 чёрный король · f8 чёрный слон · h8 чёрная ладья · a7 чёрная пешка · b7 чёрная пешка · c7 чёрная пешка · h7 чёрная пешка · d6 чёрная пешка · e6 белый слон · f6 чёрная пешка · h6 чёрный конь · h5 чёрный ферзь · d4 белая пешка · e4 белая пешка · f4 белый слон · g4 чёрная пешка · h4 белая пешка · a2 белая пешка · b2 белая пешка · c2 белая пешка · g2 белая пешка · a1 белая ладья · b1 белый конь · d1 белый ферзь · f1 белый король · h1 белая ладья | a8 чёрная ладья · b8 чёрный конь · e8 чёрный король · f8 чёрный слон · h8 чёрная ладья · a7 чёрная пешка · b7 чёрная пешка · c7 чёрная пешка · h7 чёрная пешка · d6 чёрная пешка · e6 белый слон · f6 чёрная пешка · h6 чёрный конь · h5 чёрный ферзь · d4 белая пешка · e4 белая пешка · f4 белый слон · g4 чёрная пешка · h4 белая пешка · a2 белая пешка · b2 белая пешка · c2 белая пешка · g2 белая пешка · a1 белая ладья · b1 белый конь · d1 белый ферзь · f1 белый король · h1 белая ладья | a8 чёрная ладья · b8 чёрный конь · e8 чёрный король · f8 чёрный слон · h8 чёрная ладья · a7 чёрная пешка · b7 чёрная пешка · c7 чёрная пешка · h7 чёрная пешка · d6 чёрная пешка · e6 белый слон · f6 чёрная пешка · h6 чёрный конь · h5 чёрный ферзь · d4 белая пешка · e4 белая пешка · f4 белый слон · g4 чёрная пешка · h4 белая пешка · a2 белая пешка · b2 белая пешка · c2 белая пешка · g2 белая пешка · a1 белая ладья · b1 белый конь · d1 белый ферзь · f1 белый король · h1 белая ладья | a8 чёрная ладья · b8 чёрный конь · e8 чёрный король · f8 чёрный слон · h8 чёрная ладья · a7 чёрная пешка · b7 чёрная пешка · c7 чёрная пешка · h7 чёрная пешка · d6 чёрная пешка · e6 белый слон · f6 чёрная пешка · h6 чёрный конь · h5 чёрный ферзь · d4 белая пешка · e4 белая пешка · f4 белый слон · g4 чёрная пешка · h4 белая пешка · a2 белая пешка · b2 белая пешка · c2 белая пешка · g2 белая пешка · a1 белая ладья · b1 белый конь · d1 белый ферзь · f1 белый король · h1 белая ладья | a8 чёрная ладья · b8 чёрный конь · e8 чёрный король · f8 чёрный слон · h8 чёрная ладья · a7 чёрная пешка · b7 чёрная пешка · c7 чёрная пешка · h7 чёрная пешка · d6 чёрная пешка · e6 белый слон · f6 чёрная пешка · h6 чёрный конь · h5 чёрный ферзь · d4 белая пешка · e4 белая пешка · f4 белый слон · g4 чёрная пешка · h4 белая пешка · a2 белая пешка · b2 белая пешка · c2 белая пешка · g2 белая пешка · a1 белая ладья · b1 белый конь · d1 белый ферзь · f1 белый король · h1 белая ладья | a8 чёрная ладья · b8 чёрный конь · e8 чёрный король · f8 чёрный слон · h8 чёрная ладья · a7 чёрная пешка · b7 чёрная пешка · c7 чёрная пешка · h7 чёрная пешка · d6 чёрная пешка · e6 белый слон · f6 чёрная пешка · h6 чёрный конь · h5 чёрный ферзь · d4 белая пешка · e4 белая пешка · f4 белый слон · g4 чёрная пешка · h4 белая пешка · a2 белая пешка · b2 белая пешка · c2 белая пешка · g2 белая пешка · a1 белая ладья · b1 белый конь · d1 белый ферзь · f1 белый король · h1 белая ладья | a8 чёрная ладья · b8 чёрный конь · e8 чёрный король · f8 чёрный слон · h8 чёрная ладья · a7 чёрная пешка · b7 чёрная пешка · c7 чёрная пешка · h7 чёрная пешка · d6 чёрная пешка · e6 белый слон · f6 чёрная пешка · h6 чёрный конь · h5 чёрный ферзь · d4 белая пешка · e4 белая пешка · f4 белый слон · g4 чёрная пешка · h4 белая пешка · a2 белая пешка · b2 белая пешка · c2 белая пешка · g2 белая пешка · a1 белая ладья · b1 белый конь · d1 белый ферзь · f1 белый король · h1 белая ладья | 2 |
| 1 | a8 чёрная ладья · b8 чёрный конь · e8 чёрный король · f8 чёрный слон · h8 чёрная ладья · a7 чёрная пешка · b7 чёрная пешка · c7 чёрная пешка · h7 чёрная пешка · d6 чёрная пешка · e6 белый слон · f6 чёрная пешка · h6 чёрный конь · h5 чёрный ферзь · d4 белая пешка · e4 белая пешка · f4 белый слон · g4 чёрная пешка · h4 белая пешка · a2 белая пешка · b2 белая пешка · c2 белая пешка · g2 белая пешка · a1 белая ладья · b1 белый конь · d1 белый ферзь · f1 белый король · h1 белая ладья | a8 чёрная ладья · b8 чёрный конь · e8 чёрный король · f8 чёрный слон · h8 чёрная ладья · a7 чёрная пешка · b7 чёрная пешка · c7 чёрная пешка · h7 чёрная пешка · d6 чёрная пешка · e6 белый слон · f6 чёрная пешка · h6 чёрный конь · h5 чёрный ферзь · d4 белая пешка · e4 белая пешка · f4 белый слон · g4 чёрная пешка · h4 белая пешка · a2 белая пешка · b2 белая пешка · c2 белая пешка · g2 белая пешка · a1 белая ладья · b1 белый конь · d1 белый ферзь · f1 белый король · h1 белая ладья | a8 чёрная ладья · b8 чёрный конь · e8 чёрный король · f8 чёрный слон · h8 чёрная ладья · a7 чёрная пешка · b7 чёрная пешка · c7 чёрная пешка · h7 чёрная пешка · d6 чёрная пешка · e6 белый слон · f6 чёрная пешка · h6 чёрный конь · h5 чёрный ферзь · d4 белая пешка · e4 белая пешка · f4 белый слон · g4 чёрная пешка · h4 белая пешка · a2 белая пешка · b2 белая пешка · c2 белая пешка · g2 белая пешка · a1 белая ладья · b1 белый конь · d1 белый ферзь · f1 белый король · h1 белая ладья | a8 чёрная ладья · b8 чёрный конь · e8 чёрный король · f8 чёрный слон · h8 чёрная ладья · a7 чёрная пешка · b7 чёрная пешка · c7 чёрная пешка · h7 чёрная пешка · d6 чёрная пешка · e6 белый слон · f6 чёрная пешка · h6 чёрный конь · h5 чёрный ферзь · d4 белая пешка · e4 белая пешка · f4 белый слон · g4 чёрная пешка · h4 белая пешка · a2 белая пешка · b2 белая пешка · c2 белая пешка · g2 белая пешка · a1 белая ладья · b1 белый конь · d1 белый ферзь · f1 белый король · h1 белая ладья | a8 чёрная ладья · b8 чёрный конь · e8 чёрный король · f8 чёрный слон · h8 чёрная ладья · a7 чёрная пешка · b7 чёрная пешка · c7 чёрная пешка · h7 чёрная пешка · d6 чёрная пешка · e6 белый слон · f6 чёрная пешка · h6 чёрный конь · h5 чёрный ферзь · d4 белая пешка · e4 белая пешка · f4 белый слон · g4 чёрная пешка · h4 белая пешка · a2 белая пешка · b2 белая пешка · c2 белая пешка · g2 белая пешка · a1 белая ладья · b1 белый конь · d1 белый ферзь · f1 белый король · h1 белая ладья | a8 чёрная ладья · b8 чёрный конь · e8 чёрный король · f8 чёрный слон · h8 чёрная ладья · a7 чёрная пешка · b7 чёрная пешка · c7 чёрная пешка · h7 чёрная пешка · d6 чёрная пешка · e6 белый слон · f6 чёрная пешка · h6 чёрный конь · h5 чёрный ферзь · d4 белая пешка · e4 белая пешка · f4 белый слон · g4 чёрная пешка · h4 белая пешка · a2 белая пешка · b2 белая пешка · c2 белая пешка · g2 белая пешка · a1 белая ладья · b1 белый конь · d1 белый ферзь · f1 белый король · h1 белая ладья | a8 чёрная ладья · b8 чёрный конь · e8 чёрный король · f8 чёрный слон · h8 чёрная ладья · a7 чёрная пешка · b7 чёрная пешка · c7 чёрная пешка · h7 чёрная пешка · d6 чёрная пешка · e6 белый слон · f6 чёрная пешка · h6 чёрный конь · h5 чёрный ферзь · d4 белая пешка · e4 белая пешка · f4 белый слон · g4 чёрная пешка · h4 белая пешка · a2 белая пешка · b2 белая пешка · c2 белая пешка · g2 белая пешка · a1 белая ладья · b1 белый конь · d1 белый ферзь · f1 белый король · h1 белая ладья | a8 чёрная ладья · b8 чёрный конь · e8 чёрный король · f8 чёрный слон · h8 чёрная ладья · a7 чёрная пешка · b7 чёрная пешка · c7 чёрная пешка · h7 чёрная пешка · d6 чёрная пешка · e6 белый слон · f6 чёрная пешка · h6 чёрный конь · h5 чёрный ферзь · d4 белая пешка · e4 белая пешка · f4 белый слон · g4 чёрная пешка · h4 белая пешка · a2 белая пешка · b2 белая пешка · c2 белая пешка · g2 белая пешка · a1 белая ладья · b1 белый конь · d1 белый ферзь · f1 белый король · h1 белая ладья | 1 |
|   | a | b | c | d | e | f | g | h |   |

Лоренцо Буснардо родился в итальянском местечке Казони общины Муссоленте в 1532 году (испанские исследователи истории шахмат считают его испанцем, основываясь на том, что документы приписывают ему участие в крупных шахматных турнирах в Мадриде). Был старшим из трёх сыновей Пьетро Буснардо. Известны имена его братьев — Джироламо и Джованни Батиста. В 1554 году стал священником-иезуитом (обучение проходил а Падуе). К 1564 году Лоренцо Буснардо обладал достаточным имуществом, состоящим из недвижимости (земельные участки и дома), одним из основных источников богатства были денежные призы на шахматных турнирах.
С 1582 года (и вплоть до смерти, хотя и с перерывами) — приходской священник в городке Беллано в церкви Madonna dell’Acqua. Лоренцо Буснардо, по свидетельству своих прихожан (в целом одобрявших его поведение и моральный облик), слишком часто покидает церковь (иногда даже на неделю, что нарушает порядок проведения богослужений), чтобы играть в шахматы в Венеции, где он был частым гостем патриция Оттавиано Валье, увлекавшегося шахматами. Прихожане характеризовали епископу своего приходского священника Лоренцо как вполне добросовестного пастыря, хотя и со «слабым голосом».
Сам Буснардо чрезвычайно высоко оценивал своё мастерство в шахматах и утверждал, «что заработал две тысячи скудо игрой в шахматы и хотел поехать в Геную и Испанию, чтобы найти людей, которые играли бы в его силу, так как здесь, в Венеции, он не мог найти никого, кто хотел бы теперь играть с ним».
В доносе некоего Бартоломео де Фабри на Буснардо упоминается, что в Падуе Люренцо открыл особую школу, где обучал игре в шахматы (по утверждению доносчика, при этом Буснардо надругался над одним из своих учеников).
Сохранились документы двух процессов инквизиции против Лоренцо Буснардо, относящиеся к 1580—1582 и 1586—1588 годам, в том числе доносы и протоколы допросов. Кроме обвинения в ереси, ему были предъявлены и обвинения в чародействе (в том числе: передвижение шахматных фигур одним взглядом без помощи рук), употреблении запрещённых в пост продуктов, обладание крупной недвижимостью, несмотря на духовный сан, конфликт с епископом, в подчинении которому он был и другие прегрешения:

«1. У него есть родственники-еретики, о которых он сказал, что они хорошие люди, а те в свою очередь говорят, что они никогда не слышали никого, кто лучше Лоренцо Буснардо интерпретировал бы отрывки из Священного Писания.
2. Он ел свинину и омлет в Великую субботу и другие дни, когда это запрещено; он даже сказал, что может доказать, что в соответствии с Писанием есть мясо по пятницам и субботам — не грех. Он ел яйца и сыр, как в Венеции, так и в Муссоленте, во время Великого поста…
3. Он постоянно путешествует в разных странах и, возможно, даже бывает в городах еретиков. Его единственным занятием является игра в шахматы, которой он всегда занят днём и ночью… Его никогда никто не видел с молитвенником в руке… Он получает от игры получает большой доход…»— Донос священника Джованни от 9 декабря 1580 года на Лоренцо Буснардо
Лоренцо также заявлял в беседах с друзьями, что Дар Константина (лат. Constitutum Constantini), подтверждающий земельные пожертвования римского императора папе Сильвестру I (распространяющийся на Италию и весь Запад), был, вероятно, подделкой. Также он настаивал, что и Вторая книга Маккавейская является подделкой и должна быть исключена из числа канонических книг. Современные историки согласны с мнением Буснардо, однако в XVI веке это стало одним из обвинений на процессе. Оба раза Лоренцо Буснардо был оправдан.
Особое место в доносах занимало обвинение в невероятном мастерстве шахматной игры и связанном с ним самомнении священнослужителя. «И я слышал своими ушами, как он сказал, что никто не может победить его в этой игре, если он этого сам не хочет» — писал в показаниях на Буснардо Батиста деи Фабри. Он же в доказательство порочности Буснардо сообщал: «Я видел, как указанный священник Лоренцо играет в шахматы сам с собою и держит книгу в руке. Сразу же, как он увидел меня, он сел на книгу, и я не смог её разглядеть».
Предполагается, что другими причинами процессов инквизиции, которые не были названы в документах, были:
- его близость к Джакомо Бонкомпаньи, герцогу Соры, который оказался в опале после смерти своего покровителя и отца римского папы Григория XIII в 1585 году (некоторое время герцог даже провёл под арестом), — в отношении второго процесса,
- подозрения в шпионаже, которые были вызваны свободными перемещениями по Европе в связи с участием в турнирах.

Последние годы Лоренцо Буснардо жил в Казони. В 1596 году тяжело заболел и составил завещание. Умер в 1598 году.

## Сохранившиеся партии
Лоренцо Буснардо был другом знаменитого шахматиста Джулио Чезаре Полерио. Сохранились три партии Лоренцо Буснардо. Две из них — против анонимных противников, в которых он одержал победу, и одна — против Полерио, которую он проиграл. Одна из двух партий Буснардо против анонимных шахматистов долгое время считалась партией Жан-Жака Руссо против Луи Франсуа де Бурбона, принца Конти, сыгранной в 1759 году.
В партии Буснардо и Полерио был использован королевский гамбит, сохранилась запись первых одиннадцати ходов, после которых Полерио имеет ощутимое преимущество над противником. Эту партию, сыгранную в присутствии Джакомо Бонкомпаньи, герцога Соры, который был покровителем Полерио, детально описывает в своём стихотворении поэт Гракх Ротилио (итал. Il codice Boncompagni-Ludovisi n. 2). Полерио в стихотворении именуется «Чезаре», а его противник — «дон Лоренцо». Данная партия была одной из трёх в матче, в котором каждый из противников одержал по победе и одна партия закончилась вничью.

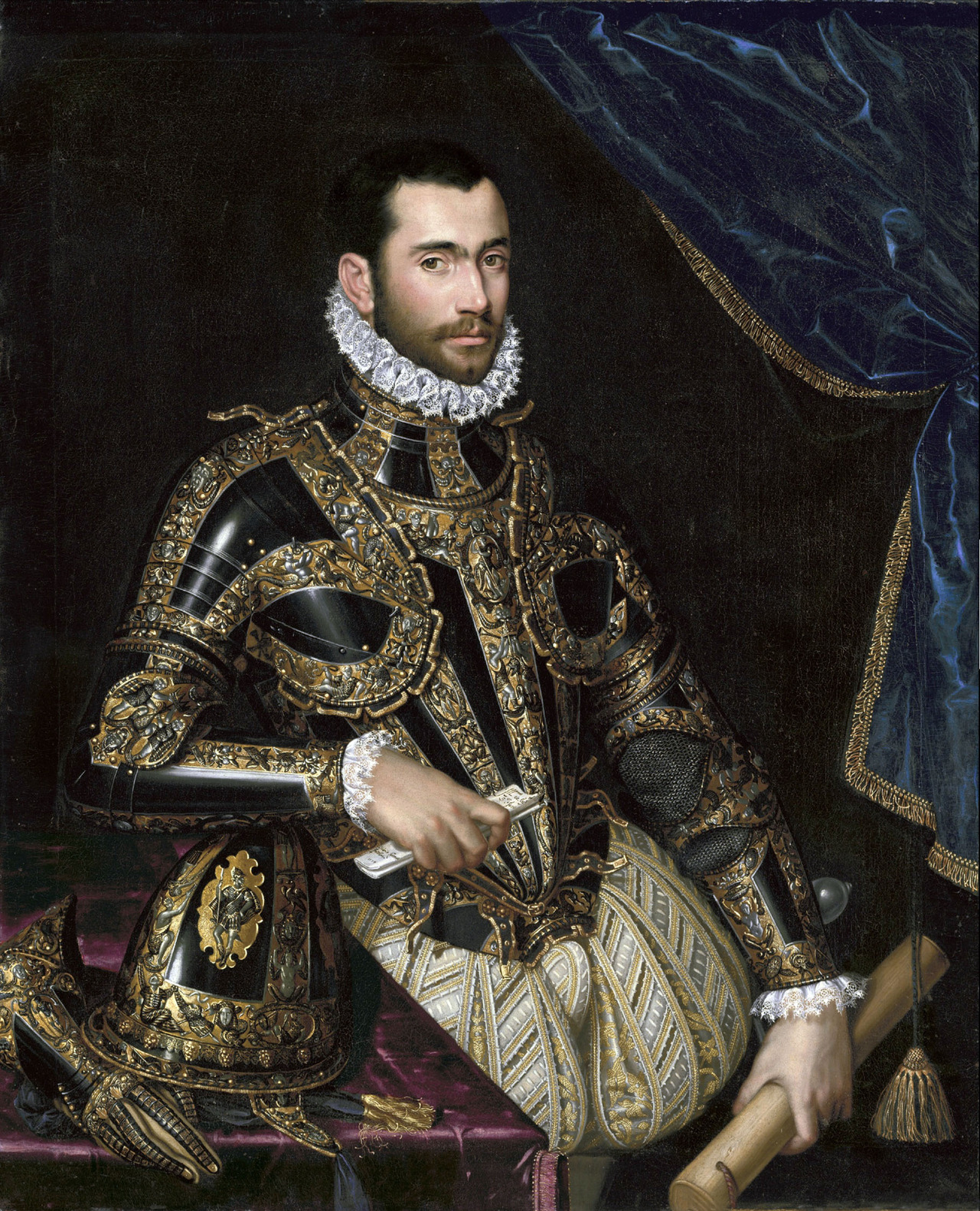
Шипионе Пульцоне[англ.]. Портрет Джованни Бонкомпани, покровителя Буснардо, 1574
Шахматная партия Лоренцо Буснардо (белые) против Анонима. 1575 год. Ходы 14-16[16]. Анимация .gif
Шахматная партия Лоренцо Буснардо (белые) против Анонима. Рим. 1590 год. Ходы 11-14[17]. Анимация .gif

## Память
- Именем Лоренцо Буснардо назван шахматный клуб в Муссоленте[18].